# Грин (Орегон)
Грин (енгл. Green) насељено је место без административног статуса у америчкој савезној држави Орегон.

## Демографија
По попису из 2010. године број становника је 7.515, што је 1.341 (21,7%) становника више него 2000. године.
| Група             | 2000.         | 2010.         |
| Белци             | 5.648 (91,5%) | 6.720 (89,4%) |
| Афроамериканци    | 10 (0,2%)     | 18 (0,2%)     |
| Азијати           | 31 (0,5%)     | 63 (0,8%)     |
| Хиспаноамериканци | 272 (4,4%)    | 438 (5,8%)    |
| Укупно            | 6.174         | 7.515         |